# Stilettklack

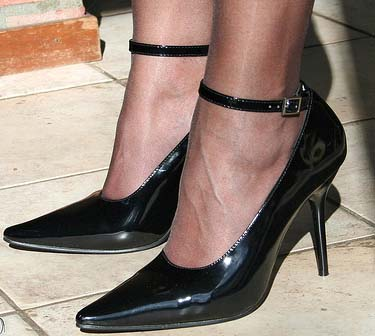
Skor med stilettklackar.

Stilettklacken är en lång, smal skoklack, som främst används på pumps och stövlar avsedda för kvinnor. Klacken skapades av Roger Vivier 1954. André Perugia, Charles Jourdan och Herman Delman var även modeskapare som var tidiga med att använda sig av stilettklacken i sina kollektioner.
Namnet är inspirerat av stickvapnet stilett. Stilettklackar kortare än fem centimeter brukar kallas taxklack.[källa behövs]